# Урсуль Вібо
Урсуль Вібо (фр. Ursule Wibaut, 18 червня 1887 — 17 червня 1968) — французький футболіст, що грав на позиції захисника за клуб «Олімпік» (Лілль) та національну збірну Франції.

## Клубна кар'єра
На клубному рівні у 1908–1909 роках грав за «Олімпік» (Лілль). 

## Виступи за збірну
1908 року провів свою єдину офіційну гру у складі національної збірної Франції. Був учасником футбольного турніру на Олімпійських іграх 1908 року.
Помер 17 червня 1968 року на 81-му році життя.
| Дата       | Місто  | Господарі | Результат | Гості   | Турнір  | Голи | Примітки |
| ---------- | ------ | --------- | --------- | ------- | ------- | ---- | -------- |
| 22-10-1908 | Лондон | Данія     | 17 – 1    | Франція | ОІ 1908 | -    |          |
| Усього     |        | Матчів    | 1         |         | Голів   | 0    |          |